# World's Strongest Man
O Met-Rx World's Strongest Man (em português:  o homem mais forte do mundo) é o evento internacional mais importante do atletismo de força (strongman).
A primeira competição foi realizada no Universal Studios, Califórnia, Estados Unidos, e até 1982 todas competições foram realizadas nesse país.
Organizado pela TWI, da companhia IMG, o torneio tem fases eliminatórias o ano todo, e no fim de setembro de cada ano tem sua etapa final.
Os concorrentes qualificam-se para o torneio baseado em pontos conseguidos durante torneios nacionais e internacionais de força. São 25 competidores, divididos em cinco chaves, os dois que fizerem mais ponto em cada chave avançam. Depois ficam apenas dez participantes na etapa final. E quem fizer mais pontos, será o vencedor, eleito o homem mais forte do mundo.

## Campeões
Segue abaixo a lista dos campeões:
| Ano  | Campeão                   | Local                                         |
| ---- | ------------------------- | --------------------------------------------- |
| 1977 | Bruce Wilhelm             | Universal Studios, Estados Unidos             |
| 1978 | Bruce Wilhelm             | Universal Studios, Estados Unidos             |
| 1979 | Don Reinhoudt             | Universal Studios, Estados Unidos             |
| 1980 | Bill Kazmaier             | Newark, Estados Unidos                        |
| 1981 | Bill Kazmaier             | Six Flags Magic Mountain, Estados Unidos      |
| 1982 | Bill Kazmaier             | Six Flags Magic Mountain, Estados Unidos      |
| 1983 | Geoff Capes               | Christchurch, Nova Zelândia                   |
| 1984 | Jón Páll Sigmarsson       | Mora, Suécia                                  |
| 1985 | Geoff Capes               | Cascais, Portugal                             |
| 1986 | Jón Páll Sigmarsson       | Nice, França                                  |
| 1987 | Competição não realizada. | Competição não realizada.                     |
| 1988 | Jón Páll Sigmarsson       | Budapeste, Hungria                            |
| 1989 | Jamie Reeves              | São Sebastião, Espanha                        |
| 1990 | Jón Páll Sigmarsson       | Joensuu, Finlândia                            |
| 1991 | Magnús Ver Magnússon      | Tenerife, Espanha                             |
| 1992 | Ted van der Parre         | Reykjavík, Islândia                           |
| 1993 | Gary Taylor               | Orange, França                                |
| 1994 | Magnús Ver Magnússon      | Sun City, África do Sul                       |
| 1995 | Magnús Ver Magnússon      | Nassau, Bahamas                               |
| 1996 | Magnús Ver Magnússon      | Port Louis, Maurícia                          |
| 1997 | Jouko Ahola               | Primm, no Primm Valley Resort, Estados Unidos |
| 1998 | Magnus Samuelsson         | Tânger, Marrocos                              |
| 1999 | Jouko Ahola               | Valeta, Malta                                 |
| 2000 | Janne Virtanen            | Sun City, África do Sul                       |
| 2001 | Svend Karlsen             | Cataratas Vitória, Zâmbia                     |
| 2002 | Mariusz Pudzianowski      | Kuala Lumpur, Malásia                         |
| 2003 | Mariusz Pudzianowski      | Cataratas Vitória, Zâmbia                     |
| 2004 | Vassil Virastiuk          | Nassau, Bahamas                               |
| 2005 | Mariusz Pudzianowski      | Chengdu, República Popular da China           |
| 2006 | Phil Pfister              | Sanya, República Popular da China             |
| 2007 | Mariusz Pudzianowski      | Anaheim, Estados Unidos                       |
| 2008 | Mariusz Pudzianowski      | Charleston, Estados Unidos                    |
| 2009 | Žydrūnas Savickas         | Valeta, Malta                                 |
| 2010 | Žydrūnas Savickas         | Sun City, África do Sul                       |
| 2011 | Brian Shaw                | Wingate, Estados Unidos                       |
| 2012 | Žydrūnas Savickas         | Los Angeles, Estados Unidos                   |
| 2013 | Brian Shaw                | Sanya, República Popular da China             |
| 2014 | Žydrūnas Savickas         | Los Angeles, Estados Unidos                   |
| 2015 | Brian Shaw                | Putrajaya, Malásia                            |
| 2016 | Brian Shaw                | Kasane, Botswana                              |
| 2017 | Eddie Hall                | Gaborone, Botswana                            |
| 2018 | Hafþór Júlíus Björnsson   | Manila, Filipinas                             |
| 2019 | Martins Licis             | Bradenton, Estados Unidos                     |
| 2020 | Oleksiy Novikov           | Bradenton, Estados Unidos                     |
| 2021 | Tom Stoltman              | Sacramento, Estados Unido                     |
| 2022 | Tom Stoltman              | Sacramento, Estados Unidos                    |
| 2023 | Mitchell Hooper           | Myrtle Beach, Estados Unidos                  |
| 2024 | Tom Stoltman              | Myrtle Beach, Estados Unidos                  |
| 2025 | Rayno Nel                 | Sacramento, Estados Unidos                    |

## Campeões por países
| Países         | Número de títulos |
| -------------- | ----------------- |
| Estados Unidos | 12                |
| Islândia       | 9                 |
| Polónia        | 5                 |
| Reino Unido    | 4                 |
| Lituânia       | 4                 |
| Finlândia      | 3                 |
| Ucrânia        | 2                 |
| Noruega        | 1                 |
| Países Baixos  | 1                 |
| Suécia         | 1                 |

## Maiores campeões
| Campeões             | Quantidade |
| -------------------- | ---------- |
| Mariusz Pudzianowski | 5          |
| Jón Páll Sigmarsson  | 4          |
| Magnús Ver Magnússon | 4          |
| Žydrūnas Savickas    | 4          |
| Brian Shaw           | 4          |